# Villino Ximenes
Il Villino Ximenes è un edificio di Roma nel quartiere Nomentano; il suo fronte principale affaccia su piazza Galeno, lungo Viale Regina Margherita.
Edificato nel 1902 per Ettore Ximenes, è attualmente sede di un pensionato universitario gestito dall'Associazione Istituzione Teresiana Italia. Fu il primo edificio in stile Liberty costruito a Roma.
L'interno è visitabile, previo appuntamento, con ingresso gratuito.

## Storia
Il Villino Ximenes è l’unico edificio a Roma in Stile Liberty Floreale costruito ai primi del novecento. I progettisti furono Ernesto Basile e Leonardo Paterna Baldizzi con la collaborazione dello stesso committente Ettore Ximenes  (1855-1926)  che ne disegnò e progettò tutti gli elementi decorativi interni ed esterni alla villa. L’edificio, residenza romana dello scultore, venne inaugurato nel 1902.
Alla sua morte gli eredi apportarono, in alcune zone della villa, le prime trasformazioni,  dividendola in appartamenti.
Negli anni ‘50 il Villino venne acquistato da una Associazione Cattolica di laici che gestisce una residenza universitaria denominata : “Collegio Universitario Villa Ximenes”.
Nei vari decenni sono state fatte opere di consolidamento e restauro, all’esterno dalla Sovrintendenza alle Belle Arti, all’interno da parte della proprietà, sempre nel rispetto delle zone di alto valore artistico, dei prospetti secondari come pure del lato sinistro dell’edificio, zona dalla quale si accedeva all’Atelier,  mantenendo la sagoma delle due cariatidi.

## Architettura
Il corpo principale dell'edificio, di forma quadrangolare, si presenta diviso in due piani uniti da un fregio che percorre tutta la facciata e dà unità al prospetto. È costruito in blocchi di tufo siciliano brunito.
La struttura è abbellita da fregi e decorazioni in stucco, da mattonelle in ceramica con decorazioni floreali e motivi vegetali stilizzati, creati dallo stesso Ximenes. 
Il fregio orizzontale, che attraversa tutto il prospetto principale, raffigura una processione di artisti che hanno lavorato a Roma e che circondano un'Ara Artium mentre nella grande loggia centrale si può ammirare un affresco di una Madonna col bambino della pittrice Rosanna Lancia.
La villa, all’interno, è stata arricchita da elementi decorativi e creazioni realizzate dallo stesso Ximenes. 
L’ingresso principale, nella parte superiore delle pareti e nel tetto, è affrescato da raffigurazioni di tipo medioevale, con ghirlande e striscioni, nella parte bassa le pareti sono rivestite di broccato e tutt’intorno corrono sedili lignei. Il salone, diviso in due da un fregio, anch’esso con motivi floreali in stucco e gesso, presenta in una zona un soffitto a cassettoni dipinto, mentre nell’altra scorre un fregio che rappresenta grandi personaggi, tra i quali Gian Lorenzo Bernini, papa Urbano VIII, il cardinale Mazzarino e un busto di Luigi XIV di Francia. 
L’ambiente più ricco di decorazioni è la sala da pranzo, nella quale si possono ammirare tutto l’estro e la creatività di Ximenes: cuoi incisi alle pareti, elementi decorativi floreali che creano un effetto mosaico-dorato su parte delle pareti, il mobilio che si intreccia con elementi architettonici in bronzo, un fregio dipinto su carta, che percorre tutta la stanza nella parte alta, con raffigurazioni legate al cibo nelle varie stagioni. Sul soffitto donne danzanti che trattengono una corona di fiori. Infine una grande inferriata in ferro battuto, sempre in stile liberty, dà luce a tutta la sala creando una magia particolare.
L'interno conserva ancora il pregevole mobilio originale in stile liberty.

## Collegamenti
| È raggiungibile dalla fermata Regina Margherita - Galeno | del tram 3 |

| È raggiungibile dalla fermata Regina Margherita - Galeno | del tram 19 |